# FK Teplice
FK Teplice este un club din Teplice (la 80 km de Praga), Cehia, care joacă în Prima Ligă Cehă.

## Foste Denumiri
- 1945 — SK Teplice-Šanov (Sportovní klub Teplice-Šanov)
- 1948 — Sokol Teplice
- 1949 — ZSJ Technomat Teplice (Základní sportovní jednota Technomat Teplice)
- 1951 — ZSJ Vodotechna Teplice (Základní sportovní jednota Vodotechna Teplice)
- 1952 — ZSJ Ingstav Teplice (Základní sportovní jednota Ingstav Teplice)
- 1953 — DSO Tatran Teplice (Dobrovolná sportovní organizace Tatran Teplice)
- 1960 — TJ Slovan Teplice (Tělovýchovná jednota Slovan Teplice)
- 1966 — TJ Sklo Union Teplice (Tělovýchovná jednota Sklo Union Teplice)
- 1991 — TFK VTJ Teplice (Tělovýchovný fotbalový klub Vojenská tělovýchovná jednota Teplice)
- 1993 — FK Frydrych Teplice (Fotbalový klub Frydrych Teplice)
- 1994 — FK Teplice (Fotbalový klub Teplice, a.s.)

## Palmares
- Cupa Cehiei: 2002-2003, 2008-2009